# Christine Schulz (Tennisspielerin)
Christine Schulz (verheiratete Christine Marquardt) (* 1960) ist eine ehemalige deutsche Tennisspielerin.

## Werdegang
Schulz spielte Tennis bei der BSG Turn- und Sportvereinigung „Mikroelektronik“ Stahnsdorf, wurde DDR-Kindermeisterin und zählte ab dem 16. Lebensjahr zur Spitze im Damen-Tennis der Deutschen Demokratischen Republik. Sie nahm für die DDR an Nachwuchs-Länderkämpfen teil.
1974 und 1975 gewann Schulz das erstmals 1958 ausgetragene Brandenburger Tennis-Turnier. Sie wurde 1978, 1980, 1982 und 1983 DDR-Damen-Meisterin im Einzel, 1978, 1979, 1980 ebenfalls im Doppel sowie 1978, 1982, 1984 und 1985 im gemischten Doppel.
1984 verließ sie die Stahnsdorfer Betriebssportgemeinschaft, den DDR-Meistertitel im gemischten Doppel 1985 errang Schulz als Spielerin der HSG Humboldt Uni Berlin.
In späteren Jahren spielte sie für Tennis Borussia Berlin, wurde Seniorenmeisterin im Tennis-Verband Berlin-Brandenburg, sowie für den TC Orange-Weiß Friedrichshagen und die Auswahl des Tennis-Verbands Berlin-Brandenburg. Mit ihrer Hochzeit nahm sie den Nachnamen Marquardt an, beruflich war sie wissenschaftliche Mitarbeiterin der Humboldt-Universität zu Berlin und wurde als Lehrerin für Erdkunde und Sport tätig.